# Khoéphoroi-festő
A Khoéphoroi-festő körülbelül i. e. 360 és i. e. 340 között Dél-Itáliában, Lukániában alkotó görög vázafestő volt. Pontos születési és halálozási dátuma nem ismert, és mivel nem szignálta alkotásait neve sem maradt ránk. Nevét Aiszkhülosz egyik fenmmaradt művéhez köthető képről kapta - Oreszteia: Áldozatvivők (Khoéphoroi) - , ami több vázáján is látható és Oresztész és Élektra találkozását jeleníti meg Agamemnón sírjánál.
A késői lukániai vázafestők közé tartozott, a Kreusza-, a Dolón- és a Brooklyn-Budapest-festő követője volt. Hatásuk főleg másodlagos díszítményeinek kialakításakor, drapérái megrajzolásakor és egy korábbi készletből való figuráin ismerhető fel.
Az egyik hozzá köthető has-kratér hátoldalán lévő kép formai elemei szoros munkakapcsolatra utalnak a Kreusza-festővel, míg az előlapon látható jelenet a majdnem frontálisan ábrázolt fejekkel és a szakállas Hermész figurával már a festő jellegzetes stílusában készült. Rajzai és másodlagos díszítményei  egyediek, ez főleg a kevés hajjal keretezett arcok háromnegyedes megjelenítésén és a figurák derekánál lévő bonyolultan megrajzolt (a Kreusza-festőtől átvett) drapériákon feltűnő. Jellegzetesek ruhátlan férfiábrázolásai is, ahol az alakok teste háromnegyedes perspektívában látható, míg a fej profilból, a testsúly az egyik lábra nehezedik, míg a másik meghajlik, vagy keresztben áll.
Karrierje során nesztoriszokat is díszített, a késői darabokon a kompozíciók már nehézkesek és rajzainak minősége is erőteljesen leromlik, ami főleg az edény nyakán lévő figurákon szembetűnő. Munkásságát követően a lukániai vázafestészet egyre provinciálisabbá vált, fokozatosan hanyatlott és néhány évtizeddel később meg is szűnt.    